# AN/GRC-106

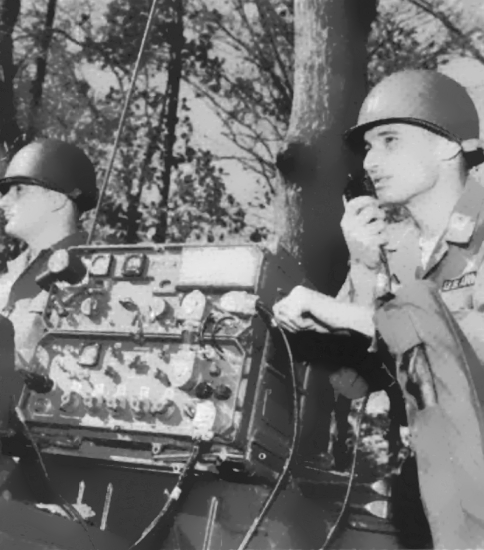
Применение AN/GRC-106 с машины с открытым кузовом

AN/GRC-106A (жаргонное назв. отаббревиатурное сущ. Angry-106 [ˈæŋɡri ten sɪks]) — американская военная коротковолновая автомобильная радиостанция, которая может устанавливаться на командирские машины, грузовики, бронетранспортёры и танки. Предназначена для связи командования во всех звеньях управления корпуса, до батальона включительно. Разработана в начале 1960-х гг. Испытания РСТ были завершены к весне 1963 года, после чего она была принята на вооружение и запущена в серийное производство весной 1966 года.

## Состав станции
В состав AN/GRC-106A входят приемопередатчик и усилитель, элементная база которых состоит из десяти транзисторов и трех ламп. Стабилизация частоты кварцевая, мощность передатчика 400 Вт, диапазон рабочих частот 2-30 МГц. В комплект вместе с радиостанцией входит установка MT-314 или MT-3140 для монтажа РСТ на армейских машинах.
На базе аппаратуры AN/GRC-106A сконструированы и другие средства КВ связи. В 1975 году на смену AN/GRC-106A была сконструирована унифицированная однополосная аппаратура AN/GRC-96, выполненная полностью на полупроводниках.
Опыт эксплуатации AN/GRC-106 во Вьетнаме и случаи перегорания транзисторов в результате перепадов напряжения выявил необходимость наличия сопрягаемого с ней ограничителя напряжения. Специально для AN/VRC-12 и AN/GRC-106 радиостанций Лабораторией электронных деталей Армии США в Форт-Монмуте, Нью-Джерси, был разработан однодиодный ограничитель переходного напряжения с одним диодом (вместо имеющегося диодно-матричного ограничителя с 18 диодами), выпущенный опытной партией и отправленный для эксплуатации контингентом американских войск во Вьетнаме в январе 1968 года.
С радиостанцией AN/GRC-106 могут сопрягаться съёмные телетайпные аппараты с рулонным печатным устройством AN/VSC-2 (для джипов) AN/VSC-3 (для бронетранспортёров), AN/GRC-142 (для передвижных командных пунктов КУНГового типа).

## Производство
Радиостанции GRC-106 и установки MT-314 выпускались серийно на заводах General Dynamics Corp. в Рочестере, Нью-Йорк. С 1968 года по программе снижения бюджетных расходов вместе с основным (GD) был задействован альтернативный поставщик, предлагавший эквивалентное качество продукции при меньшей закупочной стоимости, радиостанции GRC-106 выпускались серийно Magnavox Co. в Форт-Уэйне, Индиана (основной производитель), и ограниченной партией Cincinnati Electronics Corp. в Цинциннати, Огайо (бывшей AVCO Electronics Div.).